# Dasyatis laevigata
Espèce
Statut de conservation UICN

 NT  : Quasi menacé
Dasyatis laevigata est une espèce de raie appartenant à la famille des Dasyatidés.

## Distribution
Cette espèce se rencontre dans l'ouest du Pacifique nord, au large de la Chine.

## Publication originale
Chu, 1960 : Cartilaginous fishes of China. p. 1-225.